# بيتر لازاروف
بيتر لازاروف (بالهولندية: Peter Lazarov)‏ هو نقاش هولندي، ولد في 22 ديسمبر 1958.